# Шипицыно (Пермский край)
Шипицыно — упразднённая деревня в Гайнском районе Пермского края. Входит в состав Гайнского сельского поселения.

## География
Располагается юго-западнее районного центра, посёлка Гайны. Расстояние до районного центра составляет 13 км. 

## История
До Октябрьской революции населённый пункт Шипицыно входил в состав Гаинской волости, а в 1927 году — в состав Даниловского сельсовета. По данным переписи населения 1926 года, в деревне насчитывалось 27 хозяйств, проживало 139 человек (65 мужчин и 74 женщины). Преобладающая национальность — русские.
По данным на 1 июля 1963 года, в деревне проживало 116 человек. Населённый пункт входил в состав Даниловского сельсовета.
Упразднена В 2023 году.

## Население
| 2010 |
| ---- |
| 15   |

По данным Всероссийской переписи населения 2010 года, в деревне проживало 15 человек (8 мужчин и 7 женщин).